# Валява (Черновицкая область)
Валя́ва (укр. Валява) — село в Кицманской городской общине Черновицкого района Черновицкой области Украины.
До 2020 года входило в Кицманский район
Население по переписи 2001 года составляло 1521 человек. Почтовый индекс — 59340. Телефонный код — 3736. Код КОАТУУ — 7322582001.